# Cantonul Le Mêle-sur-Sarthe
Cantonul Le Mêle-sur-Sarthe este un canton din arondismentul Alençon, departamentul Orne, regiunea Basse-Normandie, Franța.

## Comune
| Comune                 | Populație (1999) | Cod poștal | Cod INSEE |
| ---------------------- | ---------------- | ---------- | --------- |
| Aunay-les-Bois         | ...              | 61500      | 61013     |
| Boitron                | ...              | 61500      | 61051     |
| Bursard                | ...              | 61500      | 61068     |
| Coulonges-sur-Sarthe   | ...              | 61170      | 61126     |
| Essay                  | ...              | 61500      | 61156     |
| Hauterive              | ...              | 61250      | 61202     |
| Laleu                  | ...              | 61170      | 61215     |
| Marchemaisons          | ...              | 61170      | 61251     |
| Le Mêle-sur-Sarthe     | ...              | 61170      | 61258     |
| Le Ménil-Broût         | ...              | 61250      | 61261     |
| Ménil-Erreux           | ...              | 61250      | 61263     |
| Neuilly-le-Bisson      | ...              | 61250      | 61304     |
| Saint-Aubin-d'Appenai  | ...              | 61170      | 61365     |
| Saint-Léger-sur-Sarthe | ...              | 61170      | 61415     |
| Les Ventes-de-Bourse   | ...              | 61170      | 61499     |